# Attleborough
Attleborough is een civil parish in het bestuurlijke gebied Breckland, in het Engelse graafschap Norfolk met 10.482 inwoners.

## Geboren in Attleborough
- William Gadsby (januari 1773), predikant Strict Baptists.

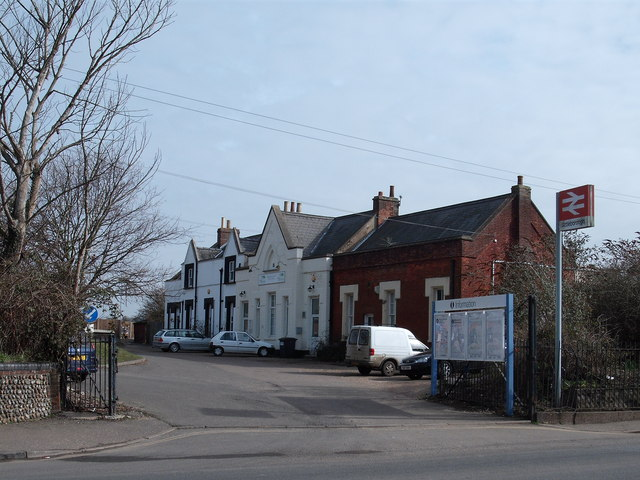
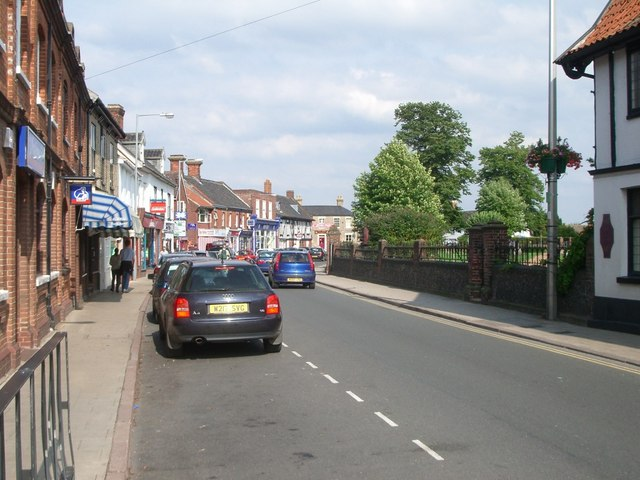